# Kahaono aneala
Kahaono aneala är en insektsart som först beskrevs av George Willis Kirkaldy 1906.  Kahaono aneala ingår i släktet Kahaono och familjen dvärgstritar. Inga underarter finns listade i Catalogue of Life.